# La Rioja (Španjolska)
La Rioja je španjolska autonomna zajednica na sjeveru Španjolske, sastoji se od istoimene provincije, čije granice se poklapaju s granicama autonomne zajednice (tzv. jednoprovincijalna autonomna zajednica). Njezinim područjem protječu rijeke Ebro i Río Oja, koja je regiji i dala ime. Graniči s Baskijom (provincija Álava), Navarom, Kastiljom i Leónom (pokrajine Soria i Burgos) te Aragonijom (provincija Zaragoza).
Regija je poznata po crnim vinima, nazvanim riojas.
Glavni grad autonomne zajednice i provincije je Logroño.
Provincija je podjeljena na 174 općine (npr. Entrena).

## Povijest
Do dolaska Rimljana u II. stoljeću pr. Kr. bila je okupirana s dva keltska plemena. Početkom VII. stoljeća zauzimaju je Arapi. Područje La Rioje bio je predmet pretenzija Kraljevstva Navarre i Kastilije od X. stoljeća. Konačno, regiju je 1173. anektirala Kastilija, iako je postojao jak baskijsko-navarrski utjecaj sve do nedavnih vremena.Baskijski se, na primjer, govorio u planinskim područjima sve do XVII. stoljeća. 
La Rioja je nakon smrti Franca, i španjolske tranzicije u demokraciju, postala jednoprovincijalna autonomna zajednica, zahvaljujući svojoj gospodarskoj razlici u odnosu na preostali dio stare Kastilje, kao i odbacivanju prijedoga da bude dio drugih regija, kao što su Kastilja i León ili Baskija, odnosno Baskija-Navarra, kako su neki predlagali.
La Rioja je bila prije poznata pod nazivom Logroño.